# Le Groupe Amos
Le Groupe Amos (gegründet 1989 in Kinshasa) Demokratische Republik Kongo ist eine Gruppe von gewaltfreien Aktivisten, bestehend aus den Mitgliedern Flory Kayembe Shamba, José Mpundu, Thierry N'Landu Mayamba und Jos Das. Le Groupe Amos nennt sich nach dem alttestamentlichen Propheten Amos, der der Legende nach für die soziale Gerechtigkeit kämpfte.
Le Groupe Amos hat eine Fülle von didaktischem Material in Zusammenarbeit mit unterschiedlichen kongolesischen Bürgerinitiativen produziert, darunter Videodokumentationen, Theaterproduktionen, Malerei, Radiosendungen und Publikationen. Das Engagement der Groupe Amos für die Veränderung der kongolesischen Gesellschaft mit gewaltlosen Mitteln zeigt sich in ihren zahlreichen inspirierenden und informativen Projekten. Besonders die Notlage der Frauen ist das Thema kurzer Videodokumentationen.
Geleitet von Zuversicht und dem Glauben an die Versittlichung aller Menschen, produziert Le Groupe Amos auch Unterrichtsmaterial, Broschüren und Bilderbücher zu unterschiedlichen Themen, unter anderem zu freien und demokratischen Wahlen, zu Ortsgeschichte und Kultur. Ein weiteres Mittel zur Verbreitung ihres Diskussions- und Informationsmaterials zu diesen Themen ist die Produktion und Ausstrahlung von Radioprogrammen.
Auf der Documenta11 wurde eine Auswahl der Radioprogramme gesendet, zudem wurden gedrucktes Material und Videos gezeigt.

## Filmografie (Auswahl)
- 1997: Congo aux deux visages. L’Espérance têtue d’un peuple/Zwei Seiten des Kongo. Die sture Hoffnung eines Volkes
- 1997: Femme congolaise. Femmes aux mille bras/Frau des Kongo. Frau mit Tausend Armen
- 1997: Au nom de ma fois/Im Namen meines Glaubens
- 1997: Et ta violence ma scul ta femme/Deine Gewalt macht mich zu Deiner Frau